# HD37479
HD37479 є хімічно пекулярною зорею спектрального класу
B2 й має видиму зоряну величину в смузі V приблизно  6,7.

## Пекулярний хімічний вміст
Зоряна атмосфера HD37479 має підвищений вміст 
He
.

## Магнітне поле
Спектр даної зорі вказує на наявність магнітного поля у її зоряній атмосфері.
Напруженість повздовжної компоненти поля оціненої з аналізу
становить 1907,9± 402,5 Гаус.